# Kanton Saint-André-3
Kanton Saint-André-3 (francouzsky Canton de Saint-André-3) je francouzský kanton v departementu Réunion v regionu Réunion. Tvoří ho obce Bras-Panon, Salazie a část města Saint-André.